# Mes Aïeux
 (décembre 2021).
Mes Aïeux, créé en 1996, est un groupe de musique québécois. Le groupe qui s'autoproduit depuis ses tout débuts signe en 2000 un contrat de licence avec la maison de disques les Disques Victoire.

## Thèmes abordés
Bien qu'ils soient étiquetés comme les meneurs du mouvement « néo-trad » (contraction de « nouvelle musique traditionnelle ») au Québec, ils utilisent en fait des sujets et des personnages traditionnels du folklore québécois (le diable, la chasse-galerie, la bergère, le coureur des bois au canot d'écorce, les chansons à boire ou à répondre, etc.) afin d'aborder avec une pointe d'humour des thèmes modernes comme la mondialisation (Qui nous mène ?), la politique (Ça va mal), l'individualisme (Dégénérations), la surmédicalisation (Remède miracle), le frénétisme de la vie moderne (Train de vie (le surcheval), Continuer pareil), l'histoire récente du Québec (2096 (Chanson à boire)), la prostitution juvénile (Dans la capitale), etc. On leur doit également des chansons actualisées sur des personnages marquants de l'histoire québécoise comme La Corriveau (La Corrida de la Corriveau) ou Alexis le trotteur (Train de vie (le surcheval)), ou des pièces humoristiques sur des phénomènes de la culture québécoise comme la poutine (Hommage en grain). Leur quatrième disque original, qui parait le 7 octobre 2008, suit cette logique, vantant soit les mérites de grands oubliés québécois (Le Grand Antonio) ou un appel à l'urgence d'agir vis-à-vis des changements climatiques (Le déni de l'évidence). Deux thèmes récurrents de leurs chansons sont la protection de l'environnement et la perte de repères de la société québécoise.
La musique de leurs chansons est une combinaison de musique traditionnelle s'alliant au rock, au populaire et même au disco, qu'ils nomment « musique funklorique ». On compare parfois le groupe à Beau Dommage, groupe québécois célèbre des années 1970.
Le groupe se produit en français, mais a glissé quelques termes anglais dans leurs chansons. Il a également composé deux chansons contenant une phrase complète en anglais (Dans la capitale et Descendus au chantier).

## Implication
Mes Aïeux est membre, en 2008, d'Équiterre et « porteur d'eau » de la Coalition Eau Secours.
Ils sont ambassadeurs de la Maison du développement durable, bâtiment écologique visant la classification LEED platine en plein centre-ville de Montréal.
Ils sont aussi porte-parole de l'Association Québécoise de la Fibrose Kystique (AQFK), maladie dont est atteinte l'enfant d'un des membres du groupe.

## Costumes
À ses débuts, le groupe se distingue particulièrement par ses costumes, qu'il ajuste selon l'évènement auquel il se produit. 
De plus, ils utilisaient lors de leurs premières tournées des « symboles » personnels :
- Stéphane Archambault : Diable
- Marie-Hélène Fortin : Ange
- Frédéric Giroux : Trappeur
- Benoît Archambault : Irlandais
- Luc Lemire : Orignal
- Marc-André Paquet : Amérindien
- Éric Desranleau : Prêtre

La tournée de l'album En famille les a fait changer de costumes pour des costumes d'époques.
La tournée La ligne orange nous montrait un groupe chic avec ses hommes en veston cravate et une jolie robe pour la seule membre féminine.

## Évolution
Boudés par les radiodiffuseurs traditionnels jusqu'à la fin 2006, ils remportent néanmoins un vif succès auprès du public en présentant de nombreux spectacles, la plupart à guichets fermés. En novembre 2005, ils obtiennent un disque de platine (100 000 copies vendues) pour leur album En famille et un disque d'or (50 000 copies vendues) pour leurs albums Ça parle au diable! et Entre les branches. 
En décembre 2006, leur album En Famille est certifié double platine (200 000 copies vendues) et Tire-toi une bûche disque d'or après seulement 3 semaines. Ces deux albums occupent simultanément les première et deuxième positions des albums les plus vendus au Québec. La pièce Dégénérations obtient la première rotation radio importante pour le groupe, deux ans après la sortie de l'album En famille. Elle est choisie « Chanson francophone de l'année 2006 » par les auditeurs du Radio Énergie lors du plus important vote radiophonique annuel au Canada.
En 2005, ils remportent le Prix Félix de l'ADISQ pour le Meilleur album - Folk contemporain pour En famille, en plus d'être en nomination comme Groupe de l'année. Ils avaient également été en nomination comme Groupe de l'année au même gala en 2002 et 2003, et pour Album de l'année - traditionnel en 2001 et 2002.
En 2007, le groupe, alors en période sabbatique, sort grand gagnant de l'ADISQ en remportant quatre Félix, soit ceux de la Chanson populaire de l'année, pour la pièce Dégénérations et Le reel du fossé, Groupe de l'année, Album folk contemporain de l'année et Album du meilleur vendeur de l'année.
Le 7 octobre 2008 sort en magasin le 4e album de chansons originales du groupe, La Ligne orange. Le lendemain a lieu le lancement au National de Montréal.
Le 2 décembre, le disque est déjà certifié disque d'or (40 000 copies vendues).
Au cours de l'émission Bons Baisers de France du 29 juin 2009, ils reçoivent un disque de platine pour 80 000 copies vendues.
Le groupe est en nomination dans les catégories suivantes au Gala de l'Adisq 2009 du 1er novembre :
Album de l'année folk contemporain, chanson populaire de l'année (pour Le Déni de l'Évidence) et Groupe de l'année... Aussi en nomination à l'Autre Gala de l'Adisq le 26 octobre pour Album de l'année/Meilleur vendeur. Les Disques Victoire sont aussi en nomination pour la Pochette de l'année avec La ligne orange.
Ils remportent le Félix de l'album Folk-Contemporain, Groupe de l'année et Pochette de Disque (illustrée par Michel Rabagliati).
La tournée La ligne orange prend sa dernière station les 28 et 29 décembre 2009 au Club Soda de Montréal.
Le 31 décembre 2009, à minuit, est diffusée une émission spéciale de Studio 12 avec Mes Aïeux et leurs invités : Plume Latraverse, Michel Rivard et Damien Robitaille.
En février 2010, le groupe était à Vancouver pour offrir quelques spectacles à la Place de la Francophonie, dans le cadre des Jeux olympiques d'hiver. Ils ont entre autres fait partie du spectacle, avec d'autres artistes québécois (Karkwa, Elisapie Isaac, Marie-Mai), de la Célébration du Québec qui a eu lieu juste avant la remise de la médaille d'or d'Alexandre Bilodeau.
Les 2 et 3 octobre 2010, Mes Aïeux étaient du spectacle Richard Desjardins, Mes Aïeux et les étoiles au Théâtre du Cuivre à Rouyn-Noranda. Un spectacle pour fêter les 10 ans d'Action Boréale.
Le 7 novembre 2010, lors du Gala de l'Adisq, le groupe a remporté pour la troisième fois le Félix du groupe de l'année. Pour la 2e année, c'est un vote populaire qui a élu le groupe gagnant.
Un nouveau vidéoclip, réalisé par Patrick Péris, est sorti en décembre 2010 : la chanson Antonio, relatant l'histoire du Grand Antonio.
Début 2011, le groupe est en période de création pour son cinquième album studio À l'aube du printemps qu'il coréalise avec le réalisateur Guylaine Luc Lavigne. Il est entré au Studio Piccolo à Montréal le 3 octobre 2011 et terminé l'enregistrement le 22 janvier 2012... Le groupe annonce la sortie de son prochain album pour le 12 mars 2012.
Le 18 janvier 2012, le groupe a convoqué les médias au Studio Piccolo pour présenter trois chansons de l'album dont Viens-t'en, le premier extrait radio,,,,.
Le 11 mars 2012, soit la veille du lancement de leur album, Mes Aïeux était en performance avec les académiciens à Star Académie. Ils ont offert un medley contenant Les Oies Sauvages, Viens t'en, Le Déni de l'Évidence et Dégénérations. Le groupe en a profité pour lancer un message à la population : « Le 22 avril, c'est le Jour de la Terre, le savais-tu ? Le 22 avril, on sera des milliers à marcher dans la rue. Seras-tu avec nous quand nous ferons entendre nos voix ? Quand nous dirons haut et fort que la collectivité reprend ses droits. Quand nous clâmerons que nos ressources naturelles nous appartiennent à nous et aux générations futures. Que l'exploitation de ces ressources doit se faire en harmonie avec la nature et que les redevances qui en découlent doivent profiter à l'ensemble de la population. C'est urgent, c'est maintenant qu'on décide de quoi aura l'air le Québec qu'on lègue à nos enfants. Le 22 avril met ça dans l'agenda et toi aussi tu pourras dire j'étais là. Ne trouves-tu pas qu'il est temps plus que temps qu'on se fasse un printemps ? » 
Le 12 mars 2012, devant médias, familles, amis et fans, Mes Aïeux lance À l'Aube du Printemps au Théâtre Corona à Montréal. Ils interprètent 5 de leurs nouvelles chansons Viens t'en, Les Oies Sauvages, Passé Dépassé, La Stakose et Au gré du vent,,,,.
La tournée Le tour du printemps n'est pas prévue avant l'automne 2012 puisque Stéphane et Marie-Hélène attendent leur second enfant en mai.
Les spectacles débuteront le 15 septembre à Saint-Hyacinthe.
En 2018, le groupe offre une performance à la Fabrique culturelle en direct de la Vieille Usine, situé en Gaspésie. Ils interprètent la chanson Remède miracle, qui les ont amené à se produire pour la première fois à L'Anse-à-Beaufils.

### En Europe
À l'été 2006, Mes Aïeux s'envolent en France pour un premier spectacle à Villers-sur-Mer pour le festival Sable Show. L'expérience se répète l'été suivant, mais elle se prolonge du 28 juin au 22 juillet 2007 avec une tournée de 11 spectacles en Europe. Du 14 au 18 février 2008, Mes Aïeux sont à Paris pour présenter un spectacle au Divan du monde à Paris, un showcase à la Fnac de St-Lazare et assister à la finale de la coupe de France à Bercy. Ils retournent faire une petite tournée le même été.
Le mois de juillet 2010 est synonyme de tournée européenne pour le groupe. En passant par Dinan le 2 au Théâtre des Jacobins, le 3 au Festival Les Courants à Amboise, le 4 au Château de la Motte Beaumanoir à Pleugueneuc-Plesder, et à Dinard le 6. Ils poursuivent le 10 du côté de Châlons-en-Champagne pour le F’estival Musiques sur la ville et le lendemain au Festival LaSemo à Hotton en Belgique. La tournée reprend le 20 juillet à Étoile-sur-Rhône pour ensuite se déplacer aux Heures Vagabondes le lendemain. Le 22 juillet 2010, le groupe s'est produit à Saint-Malo (ville de Jacques Cartier qui a découvert le Québec), dans le cadre du festival « Renc'arts », devant un millier de spectateurs. La tournée se termine à Obernai le 24 juillet.

## Membres
- Stéphane Archambault - Voix, mélodica
- Marie-Hélène Fortin - Violon, percussions, voix
- Frédéric Giroux - Guitares, basse, harmonica, glockenspiel, voix
- Benoît Archambault - Claviers, trompette, accordéon, percussions, voix
- Luc Lemire - Saxophone, glockenspiel, percussions
- Marc-André Paquet - Batterie, percussions, basse, programmation, voix, enregistrement
- Éric Desranleau - Basse, guitares, claviers, voix (1996-2011)

En janvier 2011, Éric Desranleau a décidé de se consacrer à temps plein à tous ses nouveaux projets, dont des spectacles avec son groupe Wonder Trois Quatre.
Le groupe Mes Aïeux en a fait l'annonce officielle le 18 janvier 2012.

## Discographie
- 2000 : Ça parle au diable
- 2001 : Entre les branches
- 2004 : En famille
- 2006 : Tire-toi une bûche
- 2008 : La ligne orange
- 2012 : À l'aube du printemps